# Bradophilidae
Bradophilidae is een familie van eenoogkreeftjes in de orde van de Poecilostomatoida. De wetenschappelijke naam van de familie is voor het eerst geldig gepubliceerd in 2002 door Marchenkov.

## Geslachten
- Bradophila Levinsen, 1878
- Trophonophila McIntosh, 1885